# Kårpolitik
Kårpolitik är styrningen av studentkårer. Studentkårerna styrs ofta genom ett demokratiskt valt kårfullmäktige som i sin tur väljer en styrelse för studentkåren. Några större studentkårer har partival, där partierna kallas kårpartier. Vissa studentföreningar med kårstatus, exempelvis Juridiska Föreningen i Uppsala, styrs av en föreningsstämma som direktutser samtliga förtroendevalda.